# Лобон
Лобон (ісп. Lobón) — муніципалітет в Іспанії, у складі автономної спільноти Естремадура, у провінції Бадахос. Населення — 2797 осіб (2010).
Муніципалітет розташований на відстані близько 300 км на південний захід від Мадрида, 30 км на схід від Бадахоса.
На території муніципалітету розташовані такі населені пункти: (дані про населення за 2010 рік)
- Гуадахіра: 543 особи
- Лобон: 2254 особи

## Демографія
Динаміка населення (INE ):